# Лоїс Вілсон
Лоїс Вілсон (англ. Lois Wilson; 28 червня 1894 — 3 березня 1988) — американська акторка, сценаристка та кінорежисерка. Відзначена зіркою на Голлівудській алеї слави.

## Біографія
Народилася в Піттсбурзі, в дитинстві з сім'єю переїхала до Алабами. Після закінчення коледжу Вілсон деякий час працювала шкільною вчителькою початкових класів, а потім вирішила зв'язати свою кар'єру з кіно. Після перемоги на місцевому конкурсі краси вона переїхала до Голлівуду, де в 1915 році отримала роботу акторки на кіностудії «Victor Film Company». У 1919 році Вілсон уклала контракт з кіностудією «Paramount Pictures», де плідно знімалася до 1927 року. Серед найбільш значущих картин того часу з її участю — «Міс Лулу Бетт» (1921) і «Критий фургон» (1923). У 1922 році акторка була включена в перший список «WAMPAS Baby Stars».
Крім цього, також мала помітні ролі в картинах «Зникаючий американець» (1925), «Великий Гетсбі» (1926), «Сяючі очі» (1934) і «Весільний подарунок» (1936). До кінця 1930-х акторка майже повністю пішла з великого екрану, присвятивши себе в роботі в театрі, зокрема і в бродвейських постановках. З початком ери телебачення Вілсон виконала ряд ролей в телесеріалах на початку 1950-х.
Лоїс Вілсон померла в 1988 році від пневмонії в Неваді у віці 93 років. Похована на кладовищі Форест-Лаун в каліфорнійському Глендейлі. Її внесок в кіноіндустрію США відзначений зіркою на Голлівудській алеї слави.

## Вибрана фільмографія
- 1917 — Аліменти / Alimony
- 1921 — Місто безмовних чоловіків / The City of Silent Men
- 1923 — Критий фургон / The Covered Wagon
- 1926 — Великий Гетсбі / The Great Gatsby
- 1929 — Вистава вистав / The Show of Shows
- 1932 — Розлучення в сім'ї / Divorce in the Family